# Merkur (spoorwegen)
De Merkur was een internationale trein voor de verbinding Kopenhagen - Stuttgart. De Merkur is genoemd naar Mercurius, de Romeinse God van de handel.

## Deutsche Bundesbahn
In 1953 startte de Deutsche Bundesbahn met de Merkur als F 3/4 op het traject Frankfurt am Main - Keulen - Hamburg. In 1954 werd het traject aan de zuidkant verlengd tot Stuttgart. In 1971 werd, bij de introductie van het binnenlandse intercity net, de trein omgenummerd in IC 114/115.

## Trans Europ Express
De Merkur is op 26 mei 1974 opgewaardeerd tot TEE en daarbij, via de Vogelfluglinie, aan de noordkant verlengd tot Denemarken. Het was de enige TEE in Denemarken en ook de enige die per spoorpont werd overgezet. De overtocht tussen Rødby Færge en Puttgarden nam 55 minuten in beslag, het in- en uitschepen ongeveer 5 minuten. De langere tussenstop in Rødby Færge was niet bedoeld om reizigers te laten in of uitstappen maar had te maken met de douane controle. Omdat noch de DB noch de DSG een restauratierijtuig rendabel achtten op het traject ten noorden van Hamburg was de catering aan boord overgelaten aan de Deense Spoorwegen (DSB). Wegens accijnsverschillen tussen Duitsland en Denemarken mochten echter geen Deense alcoholica in Duitsland worden verkocht en omgekeerd. De minibar met alcoholica, z.g. problematische goederen, werd daarom in de haven uit de trein geladen en verzegeld opgeslagen in het douane kantoor. Aan de overkant werd de daar eerder achtergelaten minibar van het betreffende land weer door de Douane in de trein geladen. Tijdens de overtocht kon door het DSB serviceteam slechts koffie worden geserveerd. De Duitse minibar werd in Hamburg aangevuld, de Deense in Kopenhagen. Om taalproblemen te vermijden waren tussen Kopenhagen en Hamburg stewardessen in de trein aanwezig die Deens, Duits en Engels spraken. In Hamburg was ongeveer twintig minuten pauze om aansluiting op andere treinen mogelijk te maken. Daar werden met name de rijtuigen vanuit Hamburg Altona naar Stuttgart Hbf bijgeplaatst of afgekoppeld.

### Rollend materieel
De treindienst werd verzorgd door zowel diesellocomotieven als elektrische lokomotieven met getrokken rijtuigen.

#### Tractie
Als locomotieven werden in Denemarken de series MY en MZ ingezet. In Duitsland werd tussen Puttgarden en Hamburg de serie 221 ingezet, tussen Hamburg en Stuttgart de serie 103.

#### Rijtuigen
Als rijtuigen werden de, vanaf 1964 gebouwde vervolgseries type Rheingold ingezet. De treinsamenstelling was: Ap Av Av Ap WR Av Ap Av Av. Ten noorden van Hamburg reden alleen een Ap en 2 Av rijtuigen door naar Puttgarden, het restauratierijtuig en de andere rijtuigen reden onder treinnummer TEE 1035 door naar Hamburg Altona en als TEE 1034 terug naar Hamburg Hbf. In Denemarken bestond de trein nog uit twee rijtuigen, 1 salonrijtuig (Ap) en 1 coupérijtuig (Av), het tweede coupérijtuig bleef achter in Puttgarden tenzij het reizigersaanbod voldoende was voor een derde rijtuig naar Kopenhagen.

### Route en dienstregeling
| TEE 34 | land       | station                 | km   | TEE 35 |
| ------ | ---------- | ----------------------- | ---- | ------ |
| 09:50  | Denemarken | København Hovedbanegård | 0    | 20:09  |
| 11:32  | Denemarken | Rødby Færge             | 183  | 18:25  |
| 11:55  | Denemarken | Rødby Færge (boot)      | 183  | 18:10  |
| 12:50  | Duitsland  | Puttgarden (boot)       | 202  | 17:15  |
| 13:00  | Duitsland  | Puttgarden              | 202  | 17:05  |
|        | Duitsland  | Lübeck                  | 291  |        |
| 14:33  | Duitsland  | Hamburg Hbf             | 353  | 15:30  |
| 14:55  | Duitsland  | Hamburg Hbf             | 353  | 15:09  |
|        | Duitsland  | Bremen                  | 466  | 14:10  |
|        | Duitsland  | Osnabrück               | 588  |        |
|        | Duitsland  | Münster                 | 635  |        |
| 17:50  | Duitsland  | Dortmund                | 702  | 12:13  |
|        | Duitsland  | Essen                   | 736  |        |
|        | Duitsland  | Duisburg                | 756  |        |
|        | Duitsland  | Düsseldorf              | 779  |        |
| 19:05  | Duitsland  | Keulen                  | 819  | 10:57  |
|        | Duitsland  | Bonn                    | 853  |        |
|        | Duitsland  | Koblenz                 | 912  |        |
|        | Duitsland  | Mainz                   | 1004 |        |
| 21:36  | Duitsland  | Mannheim                | 1076 | 08:26  |
|        | Duitsland  | Heidelberg              | 1093 |        |
| 22:59  | Duitsland  | Stuttgart               | 1205 | 07:06  |

## InterCity
Vanaf 28 mei 1978 reed de Merkur over dezelfde route als intercity IC 135, 134. Op 1 juni 1980 werd het traject aan de zuidkant ingekort tot Karlsruhe en kreeg de trein de nummers IC 132,133. Op 2 juni 1985 volgde een verdere inkorting tot Frankfurt am Main en kreeg de trein de nummers IC 130,131.

## EuroCity
Op 31 mei 1987 is de Merkur als Eurocity in de dienstregeling opgenomen. Hierbij werd het bezwaar van de lage frequentie van TEE-treinen ondervangen door twee treinen in beide richtingen tegelijk te laten rijden. Bovendien werden op de Vogelfluglinie nog twee andere EuroCities, de EC Hansa en de EC Skandinavien aangeboden, zodat gedurende de hele dag een EuroCity kon worden aangeboden. In 1991 werd besloten om de Eurocities voortaan naar bekende Europeanen te noemen, de Merkur reed daarom op 1 juni 1991 voor het laatst, de treindienst werd voortgezet door de EC Karen Blixen.